# Novo Lino (ort)
Novo Lino är en ort i Brasilien.   Den ligger i kommunen Novo Lino och delstaten Alagoas, i den östra delen av landet, 1 500 km nordost om huvudstaden Brasília. Novo Lino ligger 187 meter över havet och antalet invånare är 5 538.
Terrängen runt Novo Lino är platt åt nordost, men åt sydväst är den kuperad. Terrängen runt Novo Lino sluttar österut. Närmaste större samhälle är Colônia Leopoldina, 8,6 km väster om Novo Lino.
Omgivningarna runt Novo Lino är en mosaik av jordbruksmark och naturlig växtlighet. Runt Novo Lino är det ganska glesbefolkat, med 32 invånare per kvadratkilometer.